# Bassa de la Closella

La Bassa de la Closella, respecte del terme de Castellcir

La Bassa de la Closella és una gran bassa del terme municipal de Castellcir, a la comarca del Moianès. Pertany a l'enclavament de la Vall de Marfà.
Està situada a prop i al nord de la masia de la Closella, a ran del lloc per on arriba a la masia el Camí de la Closella. És a migdia de l'extrem sud-occidental de la Solella de la Closella i del Serrat dels Llamps.